# Listă de actori comici

### A
- Bud Abbott (1895–1974)
- Alex Agnew (n. 1973)
- Ahmed Ahmed (n. 1970)
- Sohail Ahmed
- Carlos Alazraqui (n. 1962)
- Jason Alexander (n. 1959)
- Dave Allen (1936–2005)
- Marty Allen (n. 1922)
- Steve Allen (1921–2000)
- Tim Allen (n. 1953)
- Woody Allen (n. 1935)
- Scott Adsit
- The Amazing Johnathan (n. 1958)
- Simon Amstell (n. 1979)
- Morey Amsterdam (1908–1996)
- Amy Anderson (n. 1972)
- Blake Anderson
- Louie Anderson (n. 1953)
- Aziz Ansari (n. 1983)
- Ant (n. 1967)
- Craig Anton (n. 1965)
- Judd Apatow (n. 1967)
- Roscoe "Fatty" Arbuckle (1887–1933)
- Fred Armisen (n. 1966)
- Tom Arnold (n. 1959)
- Bea Arthur (1922–2009)
- Arthur Askey (1900–1982)
- Rowan Atkinson (n. 1955)
- Helen Atkinson-Wood (n. 1955)
- Dave Attell (n. 1965)
- Michael Attree (n. 1965)
- Scott Aukerman (n. 1970)
- Joe Avati (n. 1974)
- Dan Aykroyd (n. 1952)
- Damali Ayo (n. 1972)
- Richard Ayoade (n. 1977)
- Hank Azaria (n. 1964)
- Amanullah (n. 1970)
- Baba Ali (n. 1975)

### B
- Ben Bailey (n. 1970)
- Bill Bailey (n. 1964)
- Alec Baldwin (n. 1958)
- Lucille Ball (1911–1989)
- Maria Bamford (n. 1970)
- Ștefan Bănică
- Arj Barker (n. 1974)
- Ronnie Barker (1929–2005)
- Vince Barnett (1902–1977)
- Roseanne Barr (n. 1952)
- Julian Barratt (n. 1968)
- Sandy Baron (1937–2001)
- Carl Barron (n. 1968)
- Todd Barry (n. 1964)
- Jay Baruchel (n. 1982)
- Stanley Baxter {born 1926}
- Vanessa Bayer
- Jürgen Becker (n. 1959)
- Greg Behrendt (n. 1963)
- Drake Bell
- Bill Bellamy (n. 1965)
- Jim Belushi (n. 1954)
- John Belushi (1949–1982)
- Richard Belzer
- H. Jon Benjamin
- Jack Benny (1894–1974)
- Doug Benson (n. 1964)
- Edgar Bergen (1903–1978)
- Milton Berle (1908–2002)
- Shelley Berman (n. 1925)
- Sandra Bernhard (n. 1955)
- Joe Besser (1907–1988)
- Matt Besser (n. 1967)
- Danny Bhoy (n. 1976)
- Joey Bishop (1918–2007)
- John Bishop (n. 1966)
- Mike Birbiglia (n. 1978)
- Jack Black (n. 1969)
- Michael Ian Black (n. 1971)
- Lewis Black (n. 1948)
- Hamish Blake (n. 1981)
- Mel Blanc (1908–1989)
- Amir Blumenfeld (n. 1983)
- Alonzo Bodden (n. 1967)
- Elayne Boosler (n. 1952)
- Victor Borge (1909–2000)
- Alex Borstein (n. 1973)
- Frankie Boyle (n. 1972)
- Max Boyce (n. 1945)
- Jo Brand (n. 1957)
- Russell Brand (n. 1975)
- Wayne Brady (n. 1972)
- David Brenner (n. 1936)
- Jim Breuer (n. 1967)
- Janine Brito
- Paul Brittain
- Jimmy Brogan (n. 1948)
- Mel Brooks (n. 1926)
- Brother Theodore (1906–2001)
- Alan Brough (n. 1967)
- Joe E. Brown (1891–1973)
- Kevin Brown
- Lenny Bruce (1925–1966)
- Rob Brydon (n. 1965)
- Jim J. Bullock (n. 1955)
- Sandra Bullock (n. 1964)
- John Bunny (1863–1915)
- Hannibal Buress (n. 1983)
- Carol Burnett (n. 1933)
- Bo Burnham (n. 1990)
- George Burns (1896–1996)
- Jack Burns (n. 1933)
- Bill Burr (n. 1968)
- Brett Butler (n. 1958)
- Red Buttons (1919–2006)
- Ruth Buzzi (n. 1936)
- John Byner (n. 1938)
- Ed Byrne (n. 1972)
- Jason Byrne (n. 1972)
- Steve Byrne (n. 1974)

### C
- Frank Caliendo (n.  1975)
- Charlie Callas (1924–2011)
- Rhona Cameron (n.  1965)
- Archie Campbell (1914–1987)
- Craig Campbell (n.  1969)
- Larry Joe Campbell
- John Candy (1950–1994)
- Nick Cannon (n.  1980)
- John Caparulo (n.  1975)
- Scott Capurro (n.  1962)
- Toma Caragiu
- Steve Carell (n.  1962)
- Drew Carey (n.  1958)
- George Carlin (1937–2008)
- Art Carney (1918–2003)
- Adam Carolla (n.  1964)
- Alan Carr (n.  1976)
- Jimmy Carr (n.  1972)
- Jim Carrey (n.  1962)
- Rodney Carrington (n.  1968)
- Jasper Carrott (n.  1945)
- Carrot Top (Scott Thompson) (n.  1967)
- Johnny Carson (1925–2005)
- Nancy Cartwright (n.  1957)
- Dana Carvey (n.  1955)
- Dan Castellaneta (n.  1957)
- Roy Castle (1932–1994)
- Jo Caulfield (n.  1965)
- Kyle Cease (n.  1977)
- Cedric The Entertainer (n.  1964)
- Carol Channing (n.  1921)
- Charlie Chaplin (1889–1977)
- Doug Chappel (n.  1975)
- Rachel Chagall (n.  1952)
- Jay Chandrasekhar
- Graham Chapman (1941–1989)
- Dave Chappelle (n.  1973)
- Craig Charles (n.  1964)
- Chevy Chase (n.  1943)
- Richard Cheese (n.  1965)
- Michael Chiklis (n.  1963)
- Nasir Chinyoti
- Ted Chippington (n.  1960)
- Henry Cho (n.  1962)
- Margaret Cho (n.  1968)
- Tommy Chong (n.  1938)
- Stephen Chow (n.  1962)
- Papa CJ (n.  1977)
- Louis C.K. (n.  1967)
- Julian Clary (n.  1959)
- Laurence Clark (n.  1974)
- Mystro Clark (n.  1966)
- Andrew "Dice" Clay (n.  1958)
- John Cleese (n.  1939)
- Jemaine Clement (n.  1974)
- Jerry Clower (1926–1998)
- Sacha Baron Cohen (n.  1971)
- Enrico Colantoni (n.  1963)
- Stephen Colbert (n.  1964)
- Kim Coles (n.  1966)
- Bobby Collins (n.  1951)
- Mo Collins (n.  1965)
- Ray Combs (1956–1996)
- Pat Condell (n.  1949)
- Rob Conigliaro (n.  1988)
- Billy Connolly (n.  1942)
- Jean Constantin
- Nina Conti (n.  1974)
- Tim Conway (n.  1933)
- Steve Coogan (n.  1965)
- Dane Cook (n.  1972)
- David L. Cook (n.  1968)
- Peter Cook (1937–1995)
- Pat Cooper (n.  1929)
- Tommy Cooper (1921–1984)
- Ronnie Corbett (n.  1930)
- Rob Corddry (n.  1971)
- Professor Irwin Corey
- Bill Cosby (n.  1937)
- Lou Costello (1906–1959)
- Dave Coulier (n.  1959)
- Lavell Crawford (n.  1968)
- Affion Crockett
- Norm Crosby (n.  1927)
- David Cross (n.  1964)
- Billy Crystal (n.  1948)
- Lucas Cruikshank (n.  1994)
- Seán Cullen (n.  1965)
- Whitney Cummings (n.  1982)
- Dan Cummins (n.  1977)
- Jane Curtin (n.  1947)

### D
- Peter F. Dailey (1868–1908)
- Andrew Daly (n.  1971)
- Bill Dana (n.  1924)
- Rodney Dangerfield (1921–2004)
- Khalid Abbas Dar (n.  1955)
- Rhys Darby (n.  1974)
- Severn Darden (1929–1995)
- Jim David
- Larry David (n.  1947)
- Dov Davidoff (n.  1997)
- Alan Davies (n.  1966)
- Matt Davis (n.  1979)
- Jack Dee (n.  1962)
- Rob Deering
- Ellen DeGeneres (n.  1958)
- Lea DeLaria (n.  1958)
- Andy de la Tour (n.  1954)
- Neil Delamere (n.  1980)
- Jessica Delfino (n.  1976)
- Dom DeLuise (1933–2009)
- Dr. Demento (n.  1941)
- Hugh Dennis (n.  1962)
- Les Dennis (n.  1953)
- Joe DeRita (1909–1993)
- Zooey Deschanel (n.  1980)
- Danny DeVito (n.  1944)
- Eugenio Derbez (n.  1962)
- Dustin Diamond (n.  1977)
- Chris Diamantopoulos
- Andy Dick (n.  1965)
- Daniel Dickey (n.  1986)
- Dominic Dierkes (n.  1984)
- Richard Digance (n.  1949)
- Phyllis Diller (1917–2012)
- J.Son Dinant (n.  1981)
- Nick DiPaolo (n.  1962)
- Omid Djalili (n.  1965)
- Anh Do
- Ken Dodd (n.  1929)
- Mark Dolan (n.  1974)
- Jimmy Dore (n.  1965)
- Robert Downey Jr (n.  1965)
- Brian Doyle-Murray (n.  1945)
- Charlie Drake (1925–2006)
- Ruth Draper (1884–1956)
- Rachel Dratch (n.  1966)
- Fran Drescher (n.  1957)
- Ryan Drummond (n.  1973)
- Josh Duhamel
- Robin Duke (n.  1954)
- Jeff Dunham (n.  1962)
- Lena Dunham {n.  1986}
- Jimmy Durante (1893–1980)
- Sanjay Dutt
- Jeff Dye

### E
- Derek Edwards (n. 1958)
- Costaki Economopoulos (n. 1965)
- Abby Elliott
- Bob Elliott
- Chris Elliott
- Laurie Elliot (n. 1971)
- Graham Elwood (n. 1969)
- Dick Emery (n. 1915; 1983)
- Harry Enfield (n. 1961)
- Bill Engvall (n. 1957)
- Mike Epps (n. 1970)
- Lee Evans (n. 1964)

### F
- Donald Faison (n.  1974)
- Jimmy Fallon (n.  1974)
- Simon Fanshawe (n.  1956)
- Chris Farley (1964–1997)
- Negin Farsad
- Mitch Fatel (n.  1968)
- Jon Favreau (n.  1966)
- Isabel Fay (n.  1979)
- Wayne Federman (n.  1959)
- Marty Feldman (1933–1982)
- Graham Fellowes (n.  1959)
- Craig Ferguson (n.  1962)
- Don Ferguson (n.  1946)
- Adam Ferrara
- Will Ferrell (n.  1967)
- Tina Fey (n.  1970)
- Noel Fielding (n.  1973)
- Totie Fields (1930–1978)
- W. C. Fields (1879–1946)
- Larry Fine (1902–1975)
- Christian Finnegan (n.  1973)
- Greg Fitzsimmons (n.  1966)
- Joe Flaherty (n.  1941)
- Neil Flynn
- Dave Foley (n.  1963)
- Cam Folker (n.  1976)
- Joey Forman (1929–1982)
- George Formby (1904–1961)
- Will Forte (n.  1970)
- Jeff Foxworthy (n.  1958)
- Jamie Foxx (n.  1967)
- Redd Foxx (1922–1991)
- Leigh Francis (n.  1974)
- Stewart Francis
- Pablo Francisco (n.  1974)
- James Franco (n.  1978)
- Al Franken (n.  1951)
- William Frawley (1887–1966)
- Stan Freberg (n.  1926)
- Dawn French (n.  1957)
- Judah Friedlander (n.  1969)
- Freddie Frinton (1909–1968)
- Nick Frost (n.  1972)
- Stephen Fry (n.  1957)
- Rich Fulcher (n.  1968)
- Louis de Funès

### G
- Hannah Gadsby (n.  1978)
- Jim Gaffigan (n.  1966)
- Mo Gaffney
- Zach Galifianakis (n.  1969)
- Gallagher (n.  1946)
- Billy Gardell (n.  1969)
- Graeme Garden (n.  1943)
- Brother Dave Gardner (1926–1983)
- Jeff Garlin (n.  1962)
- Tony Gardner (n.  1964)
- Paul Garner (1909–2004)
- Brad Garrett
- Janeane Garofalo (n.  1964)
- Richard Gautier (n.  1931)
- Dustin Gee (1942–1986)
- Ricky Gervais (n.  1961)
- Estelle Getty (1923–2008)
- Rhod Gilbert (n.  1968)
- Russell Gilbert (n.  1959)
- Terry Gilliam (n.  1940)
- Greg Giraldo (1965–2010)
- Adele Givens
- Nikki Glaser
- Todd Glass (n.  1964)
- Jackie Gleason (1916–1987)
- Donald Glover (n.  1983)
- George Gobel (1919–1991)
- Janey Godley (n.  1961)
- Whoopi Goldberg (n.  1955)
- Bobcat Goldthwait (n.  1962)
- Ian Gomez
- Jami Gong (n.  1969)
- John Goodman (n.  1952)
- Ken Goodwin (n.  1933)
- Joseph Gordon-Levitt (n.  1981)
- Dave Gorman (n.  1971)
- Frank Gorshin (1933–2005)
- Freeman Gosden (1899–1982)
- Gilbert Gottfried (n.  1955)
- Theodore Gottlieb (1906–2001)
- Dana Gould (n.  1964)
- Ray Goulding (1922–1990)
- Luba Goy (n.  1945)
- Boothby Graffoe (n.  1962)
- Kelsey Grammer (n.  1955)
- Corinne Grant (n.  1973)
- Stephen Grant (n.  1973)
- Judy Graubart (n.  1943)
- Jeff Green (n.  1964)
- Seth Green (n.  1974)
- Tom Green (n.  1971)
- Shecky Greene (n.  1926)
- Dick Gregory (n.  1932)
- James Gregory(n.  1946)
- David Alan Grier (n.  1955)
- Eddie Griffin (n.  1968)
- Kathy Griffin (n.  1960)
- Andy Griffith (1926–2012)
- Christopher Guest (n.  1948)
- Gary Gulman (n.  1970)
- Deryck Guyler (1914–1999)

### H
- Buddy Hackett (1924–2003)
- Ryan Higa (n. 1990)
- Bill Hader (n. 1978)
- Brian Haley (n. 1961)
- Rich Hall (n. 1954)
- Lloyd Hamilton (1891–1935)
- Nick Hancock (n. 1962)
- Tony Hancock (1924–1968)
- Jack Handey (n. 1949)
- Chelsea Handler (n. 1975)
- Malcolm Hardee (1950–2005)
- Mike Harding (n. 1944)
- Chris Hardwick (n. 1971)
- Jeremy Hardy (n. 1961)
- Oliver Hardy (n. 1890–1957)
- Otis Harlan (n. 1865–1940)
- Valerie Harper (n. 1939)
- Robin Harris (1953–1990)
- Kevin Hart (n. 1979)
- Phil Hartman (n. 1948–1998)
- Steve Harvey (n. 1957)
- Murtaza Hassan (1965–2011)
- Allan Havey (n. 1954)
- Tim Hawkins
- Tony Hawks (n. 1960)
- Goldie Hawn (n. 1945)
- Charles Hawtrey (1858–1923)
- Charles Hawtrey (1914–1988)
- Sean Hayes (n. 1970)
- Mike Hayley
- Natalie Haynes (n. 1974)
- Richard Hearne (1890–1987)
- Patricia Heaton (n. 1958)
- Mitch Hedberg (1968–2005)
- Jon Heder
- John Hegley (n. 1953)
- Tim Heidecker (n. 1976)
- Simon Helberg (n. 1980)
- Peter Helliar (n. 1975)
- Ed Helms (n. 1974)
- Greg Hemphill (n. 1969)
- Dickie Henderson (1922–1985)
- Lenny Henry (n. 1958)
- Mike Henry Mike Henry (n. 1964)
- John Henton (n. 1960)
- Dai Henwood (n. 1978)
- Richard Herring (n. 1967)
- Bill Hicks (1961–1994)
- Benny Hill (1924–1992)
- Harry Hill (n. 1964)
- Jonah Hill (n. 1983)
- Adam Hills (n. 1970)
- Skip Hinnant (n. 1940)
- Joel Hodgson (n. 1960)
- Steve Hofstetter (n. 1979)
- Paul Hogan (n. 1939)
- Stanley Holloway (1890–1982)
- Jessica Holmes (n. 1973)
- Bob Hope (1903–2003)
- Mathew Horne (n. 1978)
- Kenneth Horne (1907–1969)
- Don Hornsby (1924–1950)
- Edward Everett Horton (1886–1970)
- Curly Howard (1903–1952)
- Moe Howard (1897–1975)
- Russell Howard (n. 1980)
- Shemp Howard (1895–1955)
- Jeremy Hotz (n. 1966)
- Roy Hudd (n. 1936)
- Rob Huebel (n. 1969)
- Dave Hughes (n. 1970)
- Sean Hughes (n. 1965)
- Steve Hughes
- D. L. Hughley (n. 1963)
- Barry Humphries (n. 1934)
- Reginald D Hunter (n. 1969)
- Carl Hurley (n. 1941)

### I
- Armando Iannucci (n. 1963)
- Eric Idle (n. 1943)
- Eddie Ifft (n. 1974)
- Gabriel Iglesias (n. 1976)
- Robin Ince (n. 1969)
- Neil Innes (n. 1944)
- Scott Innes (n. 1966)
- Eddie Izzard (n. 1962)

### J
- Victoria Jackson (n. 1959)
- Gerburg Jahnke (n. 1955)
- Billy T. James (1948–1991)
- Kevin James (n. 1965)
- Jay Jason (1915–2001)
- Richard Jeni (1957–2007)
- Ken Jeong (n. 1969)
- Penn Jillette
- Orlando Jones
- Terry Jones (n. 1942)
- Lesley Joseph (n. 1946)
- Phill Jupitus (n. 1962)
- Anthony Jeselnik (n. 1978)

### K
- Jackie Kashian (n. 1963)
- Mindy Kaling (n. 1979)
- Russell Kane (n. 1980)
- Gabe Kaplan (n. 1945)
- Uğur Rıfat Karlova (n. 1980)
- Andy Kaufman (1949–1984)
- Chris Kattan (n. 1970)
- Mickey Katz (1909–1985)
- Julie Kavner (n. 1950)
- Peter Kay (n. 1973)
- Phil Kay
- Danny Kaye (1911–1987)
- Buster Keaton (1895–1966)
- Diane Keaton (n. 1946)
- Michael Keaton (n. 1951)
- Garrison Keillor (n. 1942)
- John Keister (n. 1956)
- Peter Kelamis (n. 1967)
- Frank Kelly (n. 1938)
- Robert Kelly
- Ellie Kemper
- Sarah Kendall
- Graham Kennedy (1934–2005)
- Jamie Kennedy (n. 1970)
- Jon Kenny (n. 1957)
- Tom Kenny (n. 1962)
- Keegan-Michael Key (n. 1971)
- Ford Kiernan (n. 1962)
- Laura Kightlinger (n. 1969)
- Craig Kiln. (n. 1962)
- Taran Killam (n. 1982)
- Jimmy Kimmel (n. 1967)
- Andy Kindler (n. 1956)
- Alan King (1927–2004)
- Michael Patrick King (n. 1954)
- Sam Kinison (1953–1992)
- Bill Kirchenbauer  (n. 1953)
- Takeshi Kitano (n. 1947)
- Daniel Kitson (n. 1977)
- Robert Klein (n. 1942)
- Kevin Kline {n. 1947}
- Ted Knight (n. 1923–1986)
- Wayne Knight (n. 1955)
- Don Knotts (1924–2006)
- Harvey Korman (1927–2008)
- Dada Kondke (1932–1998)
- Ernie Kovacs (1919–1962)
- Jo Koy (n. 1971)

### L
- Jon Lajoie (n. 1980)
- Lisa Lampanelli (n. 1961)
- Steve Landesberg (1945–2010)
- Nathan Lane (n. 1956)
- Artie Lange (n. 1967)
- Chris Langham (n. 1949)
- Beth Lapides
- Latabár Kálmán
- Larry the Cable Guy (n. 1963)
- Stan Laurel (1890–1965)
- Hugh Laurie (n. 1959)
- Tony Law (n. 1969)
- Doug Lawrence (n. 1969)
- Martin Lawrence (n. 1965)
- Vicki Lawrence (n. 1949)
- Denis Leary (n. 1957)
- Matt Leblanc
- Andy Lee (n. 1981)
- Bobby Lee (n. 1972)
- Stewart Lee (n. 1968)
- Jane Leeves
- Michael Legge
- Natasha Leggero (n. 1978)
- John Leguizamo (n. 1964)
- Tom Lehrer (n. 1928)
- Carol Leifer (n. 1956)
- Jack Lemmon (1925–2001)
- Tom Lenk (n. 1976)
- Jay Leno (n. 1950)
- Jack E. Leonard (1910–1973)
- David Letterman (n. 1947)
- Sam Levenson (1911–1980)
- Johnny Lever (n. 1950)
- Eugene Levy (n. 1946)
- Jerry Lewis (n. 1926)
- Richard Lewis (n. 1947)
- Wendy Liebman (n. 1961)
- Joe Lipari (N. 1979)
- Rich Little (n. 1938)
- Rob Little (n. 1972)
- Harold Lloyd (1893–1971)
- Sean Lock (n. 1963)
- Greg London
- Josie Long (n. 1982)
- Andrés López
- George Lopez (n. 1961)
- Julia Louis-Dreyfus (n. 1961)
- Jason Love
- Loni Love (n. 1971)
- Mark Lowry (n. 1958)
- John Lutz
- Jane Lynch (n. 1960)
- Katherine Lynch
- Stephen Lynch (n. 1971)
- Paul Lynde (1926–1982)

### M
- Moms Mabley (1894–1975)
- Bernie Mac (1957–2008)
- Matthew McConaughey (n. 1969)
- Norm Macdonald (1959-2021)
- Seth MacFarlane (n. 1973)
- Lee Mack
- Doon Mackichan (n. 1962)
- Kathleen Madigan (n. 1965)
- Bill Maher (n. 1956)
- Bruce Mahler (n. 1950)
- Shaun Majumder
- Keith Malley
- Howie Mandel
- Jason Manford
- Sebastian Maniscalco
- Charlie Manna (1920–1970)
- Bernard Manning (1930–2007)
- Jason Mantzoukas
- Cheech Marin
- Pigmeat Markham (1904–1981)
- Bob Marley
- Marc Maron
- Elizabeth Marrero (n. 1963)
- Betty Marsden (1919–1998)
- Andrea Martin (n. 1947)
- Dean Martin (1917–1995)
- Demetri Martin
- Dick Martin (1922–2008)
- Steve Martin
- Jackie Martling (n. 1948)
- Chico Marx (1887–1961)
- Groucho Marx (1890–1977)
- Gummo Marx (1892–1977)
- Harpo Marx (1888–1964)
- Zeppo Marx (1901–1979)
- Jackie Mason
- Kyle Massey (n. 1991)
- Walter Matthau (1920–2000)
- Andrew Maxwell
- Ralphie May
- Rik Mayall
- Jack McBrayer (n. 1973)
- Danny McBride (n. 1976)
- Jenny McCarthy (n. 1972)
- Melissa McCarthy (n. 1970)
- Rue McClanahan (1934–2010)
- Eric McCormack
- Bruce McCulloch
- Kevin McDonald
- Michael McDonald (n. 1964)
- Charlie McDonnell
- Joel McHale
- Jan McInnis
- Michael McIntyre
- Adam McKay
- Bret McKenzie
- Mark McKinney
- Kate McKinnon
- Pauline McLynn
- Ed McMahon (1923–2009)
- Rove McManus
- Don McMillan
- Vaughn Meader (1936–2004)
- Tim Meadows (n. 1961)
- Kevin Meaney
- Anne Meara
- Carlos Mencia (n. 1967)
- Brandon Mendelson (n. 1983)
- Rick Mercer
- Stephen Merchant (n. 1972)
- Paul Merton
- Debra Messing
- Seth Meyers (n. 1973)
- Shaun Micallef
- Felicia Michaels
- Christa Miller (n. 1964)
- Dennis Miller (n. 1953)
- Max Miller (1894–1963)
- Sarah Millican
- Spike Milligan (1918–2002)
- Tim Minchin
- Brian Miner
- Dan Mintz
- Matt Mira
- Eugene Mirman (n. 1975)
- David Mitchell
- Kel Mitchell (n. 1978)
- Michael Mittermeier (n. 1966)
- Colin Mochrie (n. 1957)
- Jay Mohr (n. 1970)
- John Moloney
- Mo'Nique (n. 1967)
- Bob Monkhouse (1928–2003)
- Lucy Montgomery
- Paul Mooney (n. 1941)
- Dudley Moore (1935–2002)
- Mary Tyler Moore
- Michael Moore
- Rudy Ray Moore
- Victor Moore (1876–1962)
- Dylan Moran
- Rick Moranis (n. 1953)
- Dave Mordal (n. c. 1950–1960s)
- Eric Morecambe (1926–1984)
- Dermot Morgan (1952–1998)
- John Morgan (1930–2004)
- Matt Morgan
- Tracy Morgan (n. 1968)
- Chris Morris (n. 1965)
- Garrett Morris
- José Sánchez Mota (n. 1965)
- Bobby Moynihan
- John Mulaney
- Neil Mullarkey
- Olivia Munn (n. 1980)
- Simon Munnery
- Richard Murdoch (1907–1990)
- Charlie Murphy (n. 1959)
- Colin Murphy
- Eddie Murphy (n. 1961)
- Noel Murphy (n. 1961)
- Larry Murphy
- Al Murray
- Bill Murray (n. 1950)
- Jan Murray (1916–2006)
- Lorenzo Music (1937–2001)
- Mike Myers (n. 1963)
- Seth Meyers (n. 1973)
- Maz Jobrani

### N
- Navin Prabhakar
- Jim Nabors
- Dan Nainan
- Kumail Nanjiani
- Paul Nardizzi
- Jason Narvy
- Niecy Nash
- Rex Navarette
- Henry Naylor
- Kevin Nealon
- Bob Nelson
- Michael J. Nelson
- Bob Newhart
- Laraine Newman
- Robert Newman
- Bert Newton
- Phil Nichol
- Leslie Nielsen (1926–2010)
- Trevor Noah
- Ross Noble
- Henry Normal
- Graham Norton
- Jim Norton
- Duncan Norvelle
- Tig Notaro
- BJ Novak
- Don Novello
- Bill Nye (n. 1956)
- Louis Nye

### O
- Dara Ó Briain (n. 1972)
- Conan O'Brien (n. 1963)
- Carroll O'Connor (1924–2001)
- Donald O'Connor (1925–2003)
- Rosie O'Donnell (n. 1962)
- Chris O'Dowd
- Ardal O'Hanlon (n. 1965)
- Catherine O'Hara (n. 1954)
- Patrice O'Neal (1969–2011)
- Barunka O'Shaughnessy
- Bill Oddie (n. 1941)
- Bob Odenkirk (n. 1962)
- Earl Okin (n. 1947)
- John Oliver (n. 1977)
- Patton Oswalt (n. 1969)
- Cheri Oteri (n. 1962)
- Jimmy Ouyang (n. 1987)
- Rick Overton (n. 1954)

### P
- Jack Paar (1918–2004)
- Frankie Pace
- Ellen Page (n. 1987)
- Michael Palin (n. 1943)
- Candy Palmater
- Adam Pally
- Maulik Pancholy
- Tom Papa
- Jimmy Pardo
- Pardis Parker
- Trey Parker (n. 1969)
- Chris Parnell (n. 1967)
- Andy Parsons
- Joe Pasquale (n. 1961)
- Pat Paulsen (1927–1997)
- Rob Paulsen (n. 1956)
- Christina Pazsitzky
- Ray Peacock
- Minnie Pearl (1912–1996)
- Josh Peck
- Nasim Pedrad
- Jordan Peele
- Simon Pegg (n. 1970)
- Kal Penn
- Joe Penner (1904–1941)
- Sue Perkins (n. 1969)
- Matthew Perry (n. 1969)
- Jon Pertwee (1919–1996)
- Russell Peters
- Dat Phan
- Jay Pharaoh
- Emo Philips (n. 1956)
- Chonda Pierce
- David Hyde Pierce
- Karl Pilkington (n. 1972)
- John Pinette (n. 1964) [1]
- Joe Piscopo (n. 1951)
- Nigel Planer
- Aubrey Plaza
- Amy Poehler (n. 1971)
- Kevin Pollak
- Brian Posehn
- Tom Poston (1921–2007)
- James Postlethwaite (1994–)
- Paula Poundstone
- Guy Pratt
- Tom Price
- Freddie Prinze (1954–1977)
- Greg Proops (n. 1959)
- Paul Provenza
- Richard Pryor (1940–2005)
- Danny Pudi
- Steve Punt

### Q
- Colin Quinn
- Pauline Quirke

### R
- Stefan Raab
- Gilda Radner (1946–1989)
- Dem Rădulescu
- Rags Ragland (1905–1946)
- Louis Ramey
- Harold Ramis (n. 1944)
- Frank Randle
- Melissa Rauch (n. 1980)
- Raven-Symoné (n. 1985)
- Jonah Ray
- Ted Ray (1905–1977)
- Martha Raye (1916–1994)
- Al Read
- Howard Read
- Jon Reep
- Vic Reeves
- Brian Regan
- John C. Reilly (n. 1965)
- Carl Reiner
- Paul Reiser
- Roy Rene (1892–1954)
- Alex Reymundo
- Rick Reynolds
- Ryan Reynolds (n. 1976)
- Caroline Rhea
- Jeff Richards
- Michael Richards
- Jon Richardson
- Don Rickles
- Rob Riggle (n. 1970)
- Gina Riley (n. 1961)
- John Ritter (1948–2003)
- Joan Rivers
- Rowland Rivron
- Steve Rizzo
- Jeanne Robertson
- Craig Robinson
- Joe Robinson
- Tony Robinson
- Linda Robson
- Chris Rock (n. 1965)
- Paul Rodriguez
- Joe Rogan
- Seth Rogen (n. 1982)
- Will Rogers (1879–1935)
- Henry Rollins
- Ray Romano (n. 1957)
- George Roper (1934–2003)
- Tony Rosato (n. 1954)
- Rose Marie (n. 1923)
- Jeffrey Ross
- Jonathan Ross (n. 1960)
- Lonny Ross
- Steve Rossi (n. 1928)
- Barry Rothbart (n. 1983)
- Dan Rowan (1922–1987)
- Geoffrey Rowe (Jethro, n. 1948)
- Patsy Rowlands (1934–2005)
- Paul Rudd (n. 1969)
- Rita Rudner
- Maya Rudolph
- Charlie Ruggles (1886–1970)
- Chris Rush (n. 1948)
- Willie Rushton (1937–1996)
- Anna Russell (1911–2006)
- Mark Russell (n. 1932)
- Nipsey Russell (1918–2005)

### S
- Jerry Sadowitz
- Bob Saget (n. 1956)
- Mort Sahl (n. 1927)
- Charles "Chic" Sale (1885–1936)
- Soupy Sales (1926–2009)
- Andy Samberg (n. 1978)
- Sugar Sammy (n. 1976)
- Angus Sampson
- Adam Sandler (n. 1966)
- Horatio Sanz
- Martin Sargent
- Will Sasso
- Jennifer Saunders
- Alexei Sayle
- Kristen Schaal
- Sara Schaefer
- Lewis Schaffer
- Paul Scheer (n. 1976)
- Ronnie Schell (n. 1931)
- Mark Schiff
- Robert Schimmel
- Art Paul Schlosser
- Harald Schmidt
- Rob Schneider (n. 1963)
- Avery Schreiber (1935–2002)
- Paul Schrier
- Richard Schull
- Leon Schuster
- Harry Secombe (1921–2001)
- Amy Sedaris (n. 1961)
- Jason Segel (n. 1980)
- Amy Schumer (n. 1981)
- Jerry Seinfeld (n. 1954)
- Peter Sellers (1925–1980)
- Larry Semon (1889–1928)
- Mack Sennett (1880–1960)
- Ross Shafer (n. 1954)
- Paul Shaffer
- Garry Shandling
- William Shatner
- Dick Shawn (1923–1987)
- Wallace Shawn (n. 1943)
- Harry Shearer (n. 1943)
- Dax Shepard
- Waen Shepherd
- Allan Sherman (1924–1973)
- Brad Sherwood (n. 1964)
- Ken Shimura (n. 1950)
- Craig Shoemaker (n. 1962)
- Pauly Shore (n. 1968)
- Martin Short (n. 1950)
- Pat Shortt (n. 1966)
- Wil Shriner
- Sarah Silverman (n. 1970)
- Phil Silvers (1911–1985)
- Arthur Simeon
- Sam Simmons (n. 1977)
- Joan Sims (1930–2001)
- Sinbad (n. 1956)
- Red Skelton (1913–1997)
- Luke Ski
- Frank Skinner
- Jenny Slate (n. 1982)
- Tony Slattery
- Daniel Sloss (?)
- Brendon Small
- Robert Smigel
- Yakov Smirnoff (n. 1951)
- Adam Smith (n. 1965)
- Linda Smith (1958–2006)
- Margaret Smith
- Will Smith (n. 1971)
- Yeardley Smith (n. 1964)
- Laura Solon
- Sommore (n. 1966)
- David Spade (n. 1964)
- Hal Sparks (n. 1969)
- Ron Sparks
- Chris Spencer
- Dave Spikey (n. 1950)
- Arnold Stang (1918–2009)
- Doug Stanhope
- Vivian Stanshall (1943–1995)
- Mark Steel
- Jovanka Steele
- Steve Steen
- David Steinberg (n. 1942)
- Pamela Stephenson
- Howard Stern
- Michael Fenton Stevens (n. 1947)
- Ray Stevens (n. 1939)
- Jon Stewart (n. 1962)
- Paul Stewart (1908–1986)
- Ryan Stiles (n. 1959)
- Ben Stiller (n. 1965)
- Jerry Stiller (1927–2020)
- Emma Stone (n. 1988)
- Matt Stone (n. 1971)
- Larry Storch
- Ryan Stout
- Cecily Strong (n. 1984)
- Jud Strunk (1936–1981)
- Jason Sudeikis (n. 1975)
- Chris Sugden (n. 1952)
- Nick Swardson (n. 1976)
- Julia Sweeney (n. 1959)
- Jim Sweeney
- Terry Sweeney
- Eric Sykes
- Wanda Sykes
- Magda Szubanski (n. 1961)

### T
- Masashi Tashiro (n. 1956)
- Catherine Tate
- Jacques Tati (1907–1982)
- Rip Taylor (n. 1934)
- Tariq Teddy
- Judy Tenuta (n. 1949)
- Terry-Thomas (1911–1990)
- Iftikhar Thakur
- Danny Thomas (1914–1991)
- Dave Thomas (n. 1949)
- Jay Thomas (n. 1948)
- Josh Thomas
- Mark Thomas
- Tim Thomerson (n. 1946)
- Greg Thomey
- Kenan Thompson (n. 1978)
- Scott Thompson
- Kai Tier
- Tommy Tiernan
- Christopher Titus (n. 1964)
- Sandi Toksvig
- Lily Tomlin (n. 1939)
- Paul F. Tompkins
- Paul Tonkinson
- Barry Took (1928–2002)
- Liz Torres (n. 1947)
- Guy Torry
- Joe Torry
- Jerry Trainor
- Daniel Tosh (n. 1975)
- Rosie Tran (n. 1984)
- Tommy Trinder (1909–1989)
- Chris Tucker (n. 1972)
- Jane Turner (n. 1960)
- Ben Turpin (1869–1940)
- Aisha Tyler

### U
- Tracey Ullman
- Stanley Unwin (1911–2002)

### V
- Billy Van (1934–2003)
- Dick Van Dyke (n. 1925)
- Jerry Van Dyke
- Danitra Vance (1954–1994)
- Jim Varney (1949–2000)
- Vince Vaughn (n. 1970)
- Johnny Vegas
- Sofia Vergara (n. 1972)
- Jackie Vernon (1924–1987)
- Tim Vine
- Thomas Vitale
- Rich Vos

### W
- Doug Walker
- Christopher Walken (n. 1943)
- Jimmie Walker (n. 1947)
- Roy Walker (n. 1940)
- Max Wall (1908–1990)
- Ruth Wallis (1920–2007)
- Greg Walloch
- Bradley Walsh
- Mary Walsh
- Matt Walsh
- Patrick Warburton
- Mike Ward
- Eric Wareheim
- Mike Warnke
- Greg Warren
- Rusty Warren (n. 1931)
- Ruby Wax
- Damon Wayans (n. 1960)
- Damon Wayans Jr.
- Keenan Ivory Wayans (n. 1958)
- Marlon Wayans (n. 1972)
- Shawn Wayans (n. 1971)
- Robert Webb
- Stephnie Weir (n. 1967)
- Lindy West
- Betty White (n. 1922)
- Ron White
- Slappy White (1921–1995)
- Paul Whitehouse
- Kristen Wiig (n. 1973)
- Gene Wilder (n. 1933)
- David Walliams (n. 1971)
- Barney Williams (1824–1876)
- Bert Williams (1874–1922)
- Charlie Williams
- Harland Williams (n. 1962)
- Katt Williams (n. 1973)
- Kenneth Williams (1926–1988)
- Robin Williams (n. 1951)
- Cardis Cardell Willis (1937–2007)
- Dave Willis (1895–1973)
- Denny Willis (1920–1995)
- Casey Wilson (n. 1980)
- Flip Wilson (1933–1998)
- Luke Wilson
- Owen Wilson
- Rainn Wilson (n. 1966)
- Jonathan Winters (1925–2013)
- Norman Wisdom
- Dennis Wolfberg (1946–1994)
- Victoria Wood
- Glenn Wool
- Harry Worth (1917–1989)
- Mike Wozniak (n. 1979)
- Steven Wright
- Robert Wuhl (n. 1951)
- Ed Wynn (1886–1966)

### X
- Swami X

### Z
- Andy Zaltzman
- Alex Zane